# Moscow (East Ayrshire)
Moscow ist ein Weiler im Verwaltungsbezirk East Ayrshire im Südwesten Schottlands. Moscow liegt an der A719 von Glasgow nach Galston etwa sieben Kilometer nordöstlich von Kilmarnock.

## Geschichte
Die Ursprünge des für eine schottische Ortschaft bemerkenswerten Namens Moscow (dt. Moskau) sind nicht bekannt. Vermutlich ist der Name durch Verfälschung der anglo-normannischen Wörter Moss-hall oder Moss-haw entstanden. Versuche, eine Verbindung zu Peter dem Großen oder dem Krimkrieg herzustellen, blieben bislang erfolglos. Bekannt ist jedoch, dass der kleine Wasserlauf nahe Moscows absichtlich in Volga (wie der russische Strom Volga bzw. Wolga) umbenannt wurde. Diese Umbenennung ist eine Parodie und steht im Zusammenhang mit dem Rückzug Napoleons aus der russischen Hauptstadt im Jahr 1812.
Ein schwarzer, geschliffener Axtkopf aus Stein wurde 1984 in einem Garten in der Nähe des Wolga-Brunnens am Hemphill Nr. 9 in Moskau gefunden. Abmessungen: 108 × 55 × 16 mm.

## Wirtschaft und Infrastruktur
Wie viele Siedlungen in den Lowlands East Ayrshires hat Moscow eine vorwiegend landwirtschaftliche Vergangenheit. Und obwohl immer noch Landwirtschaft hier betrieben wird, ist Moscow heute in erster Linie Wohnort für Pendler, die in Kilmarnock oder Glasgow arbeiten.